# Dieter Schatzschneider
Dieter Schatzschneider, né le 26 avril 1958 à Hanovre est un joueur de football allemand.

## Biographie
Avec 154 buts en seulement 200 matchs, Schatzschneider est le joueur ayant marqué le plus de buts de tous les temps dans le Championnat d'Allemagne de football D2, notamment grâce à 132 buts pour Hanovre 96 en seulement quatre ans et demi. 
Par contre, malgré des contrats avec le Hambourg SV et FC Schalke 04 ou plus tard encore une fois au sein de l'équipe de Hanovre 96 qui était montée en division supérieure, Schatzschneider ne s'est jamais démarqué dans le Championnat d'Allemagne de football. 
Après la fin de sa carrière en 1989, Schatzschneider devint entraineur et travaille comme scout pour Hanovre 96 depuis l'été 2008 afin d'observer de nouveaux joueurs talentueux. 